# Pasztunwali
Pasztunwali lub Pachtunwali (paszto پختونوالی) – istniejący od kilkuset lat kodeks honorowy Pasztunów, sięgający swoimi korzeniami feudalizmu i przypominający częściowo Prawo Mojżeszowe. Stosowanie pasztunwali wyróżnia ludność pasztuńską względem innych grup etnicznych zamieszkujących Afganistan, tłumaczony czasami jako „pasztuńskość”.

## Pochodzenie
Wzorcem dla ideałów głoszonych przez pasztunwali jest legendarny przodek wszystkich Pasztunów Ghajs Abu ar-Raszid – towarzysz proroka Mahometa. W rzeczywistości jednak część reguł tego kodeksu ma swoje źródło jeszcze w czasach przedmuzułmańskich.
Pasztunwali przekazywane było ustnie i trudno podać choćby orientacyjną datę jego powstania. W okresie islamizacji Afganistanu zaczęło być spisywane i nakładać się z islamskim prawem szariatu.

## Główne filary pasztunwali
Do najważniejszych trzech filarów pasztunwali zalicza się badal (czyli sprawiedliwość lub zemstę), melmastia (czyli gościnność) i nanawatia (czyli obrona gościa).

### Zemsta rodowa(Badal)
Pasztuńskie rozumienie sprawiedliwości odbiega od europejskiego. Morderstwo musi być ukarane śmiercią, przy czym odpowiedzialność za wykonanie wyroku spoczywa na rodzinie zamordowanego. Jeżeli wykonanie wyroku na sprawcy nie jest możliwe, zastępczo wykonuje się wyrok na mężczyźnie spokrewnionym z zabójcą. Praktykę tę określa się mianem zemsty rodowej. Ludowe opowieści mówią o rodach, które przez dekady oczekiwały na dogodną okazję do dopełnienia zemsty rodowej.
W przypadku zniewagi czy innego przewinienia mniejszej rangi niż morderstwo dopuszczalne są środki niższej rangi, np. upuszczenie krwi albo przekazanie kobiety z rodu do rodu.

#### Honor
W pasztunwali honor jest rozumiany inaczej niż jego europejski odpowiednik. Jest definiowany jako powinność mężczyzny do ochrony i nieagresji wobec jego osoby, własności i kobiety (rodziny).
Największą zniewagą wobec mężczyzny jest uznanie go za dauz („człowieka bez honoru”) – osoba taka przeżywa utrudnienia w zawarciu związku małżeńskiego, znalezieniu pracy i prowadzi żywot przypominający pariasa.

### Gościnność(melmastia)
Reguły pasztuńskiej gościnności obligują do zapewnienia gościowi najlepszego posiłku i posłania (jeśli gość zostaje na noc), jaką gospodarz może mu zapewnić. Obligują także gospodarza do rozmowy i wspólnego jedzenia z gościem tak długo, jak tylko gość tego sobie życzy.
Nie istnieje jednolita linia interpretacji praw gościnności wobec nie-Pasztunów. Część stosujących uznaje za dopuszczalne wyproszenie obcokrajowca ze swojej ziemi, inni uważają, że należy w takim przypadku oczekiwać za gościnę zapłaty przeznaczonej następnie na rzecz pomnażania bogactw rodu, a jeszcze inni że winno się stosować tę regułę analogicznie do gości pasztuńskiego pochodzenia.

### Obrona gościa (nanawatia)
Tym co odróżnia melmastia od nanawatia, to rola gospodarza. W przypadku nanawatia głównym zadaniem gospodarza jest zapewnić gościowi ochronę rozumianą w znaczeniu militarnym. Reguła ta dotyczy głównie azylantów, choć należy stosować ją także wobec wrogów, którzy skapitulowali i oddali się w niewolę jeniecką.

## Pozostałe reguły
- jedność Pasztunów
- niezależność (chpelwaki) – nikt nie ma prawa zmuszać Pasztuna do zmiany własnych przekonań
- współpraca między przyjaciółmi (aszar)
- zakaz współpracy z nieprawą władzą
- dobre czyny i myśli
- zaufanie do przyjaciół, rodziny i Allaha
- współczucie dla słabszych (uga warkawel)
- szacunek dla wszelkich form życia
- równość (sijali lub mossawat), zwłaszcza pomiędzy bogatymi a biednymi
- uczciwość (imandari)
- męstwo
- duma
- lojalność

## Współczesne stosowanie
Gościnność Pasztunów bywa powodem, dla którego są oni oskarżani o wspieranie terroryzmu. W rzeczywistości zasady pasztunwali nie pozwalają na odtrącenie cudzoziemca proszącego o azyl, a atak na takiego cudzoziemca jest traktowany jako atak na klan udzielający mu azylu.
Pasztunwali szczególne znaczenie ma w górskich regionach Afganistanu, mniej rozwiniętych gospodarczo (zwanych „kulturą nang”), niż w nizinnych i bardziej produktywnych (zwanych kulturą „qualang”, co tłumaczy się jako „opłaty/podatki”).

### Rządy talibów
Odwoływanie do pasztunwali stanowi jeden z elementów rządów talibów w Afganistanie. Ci powołując się na pasztuńską gościnność udzielili chociażby schronienia Usamie ibn Ladinowi.
Przywiązanie do dawnych zwyczajowych norm prawnych odróżnia talibów od chociażby Państwa Islamskiego, które za źródło prawa uznaje wyłącznie religijny szariat.

## Źródła
- Pashtunwali by Walid Momand. afghanland.com. [zarchiwizowane z tego adresu (2011-09-15)]. (ang.).
- pasztunwali, [w:] Encyklopedia PWN [online], Wydawnictwo Naukowe PWN [dostęp 2021-09-20].
- Jonatan N Amato: Tribes, Pashtunwali and how they impact reconciliation and reintegration efforts in Afganistan. Washington D.C.: Georgetown University, 2010, s. 19-23.
- Mariusz Marszewski: Kim są Talibowie?, Materiał OSW (YouTube)